# Marco Eugênio Galrão Leite de Almeida
Marco Eugênio Galrão Leite de Almeida (* 30. Januar 1959 in Aracaju, Sergipe, Brasilien) ist ein römisch-katholischer Geistlicher und Weihbischof in São Salvador da Bahia.

## Leben
Marco Eugênio Galrão Leite de Almeida empfing am 10. Dezember 1989 das Sakrament der Priesterweihe.
Am 30. April 2003 ernannte ihn Papst Johannes Paul II. zum Bischof von Estância. Der Erzbischof von Aracaju, José Palmeira Lessa, spendete ihm am 16. Juli desselben Jahres die Bischofsweihe; Mitkonsekratoren waren der Weihbischof in Aracaju, Dulcênio Fontes de Matos, und der emeritierte Bischof von Estância, Hildebrando Mendes Costa. Die Amtseinführung erfolgte am 22. August 2003.
Am 25. September 2013 ernannte ihn Papst Franziskus zum Titularbischof von Albulae und bestellte ihn zum Weihbischof in São Salvador da Bahia.